# RoboCop: Prime Directives
RoboCop: Prime Directives es una serie de televisión canadiense de 2001 con cuatro episodios, del género ficción científica, dirigido por Julian Grant.
A principios de 2001, el héroe cibernético ya estaba olvidado, 8 años después de su última película. La serie con un total de 375 minutos se pasa en un ambiente negro después de RoboCop 3, mostrando un personaje RoboCop más triste y solo. La película sólo hace referencias a las antiguas películas de serie de Robocop cuando uno de los empleados de la OCP hace un discurso sobre el intento de recrear a RoboCop, usando el cadáver del bandido Cain en el RoboCop 2. Otro personaje hace referencia a Robocop 3 hablando el nombre del barrio Cadilliac Heights. En los episodios Dark Justice y Resurrection, RoboCop tiene "flashblacks" de la película original.

## Sinopsis
- "Robocop: Prime Directives 1 - Dark Justice"

Estamos de vuelta a Delta City, la megalópolis futurista gestionada por Omni Products. Alex Murphy, por cierto Robocop, medio humano, medio robot, totalmente policía, siente que los años no perdonan. Se siente obsoleto porque está cada vez más débil.
Pero la Ciudad Más Segura del Planeta está al borde de otra explosión de violencia generada por Bone Machine.
- "Robocop: Prime Directives 2 - Meltdown"

Lo que resta de Alex Murphy, su cerebro implantado en Robocop, es atormentado por el recuerdo del asesinato de su amigo John Cable. Lo que él no sospechó es que el cerebro de Cable se ha implantado también en un cyborg - un segundo Robocop. Como en un viejo western, la confrontación final en las calles es inevitable, en un futurista "duelo al sol" en las calles de Delta City.
- "Robocop: Prime Directives 3 - Resurrection"

Robocop Murphy y cyborg Cable están ahora escondidos en los escombros de la vieja Detroit, para escapar a la persecución de los Robothunters. Salvos por dos bandos de mercenarios rivales, su destino está trazado. Robocop es reparado por una banda de disidentes idealistas, mientras que Cyborg Cable cayó en manos de un científico loco sin escrúpulos ...
- "Robocop: Prime Directives 4 - Crash & Burn"

Delta City está a 24 horas de convertirse en una ciudad totalmente controlada por la inteligencia artificial. El super-programa SAINT es el último grito en tecnología. Pero un virus introducido en el sistema por el Cyborg Cable, pondrá en riesgo la vida de los habitantes de Delta City.

## Episódios
| # | Nombre         | Duración   | Fecha de emisión original |
| - | -------------- | ---------- | ------------------------- |
| 1 | Dark Justice   | 95 minutos | 4 de enero de 2001        |
| 2 | Meltdown       | 95 minutos | 11 de enero de 2001       |
| 3 | Resurrection   | 95 minutos | 18 de enero de 2001       |
| 4 | Crash and Burn | 95 minutos | 25 de enero de 2001       |

## Elenco
- Page Fletcher ... oficial Alex J. Murphy / RoboCop
- Maurice Dean Wint ... oficial John Terrence Cable / RoboCable
- Maria del Mar ... Sara Cable
- Geraint Wyn Davies ... David Kaydick
- Leslie Hope ... Ann R. Key
- Anthony Lemke ... James Murphy
- Rebeka Coles-Budrys ... Jordan
- Kevin Jubinville ... Damian Lowe
- David Fraser ... Ed Hobley
- Meg Hogarth ... Dr. Colleen Frost
- Eugene Clark ... Carver RH
- Marni Thompson ... Abby Normal
- Françoise Yip ... Lexx Icon
- Richard Fitzpatrick ... Albert Bixler / Bone Machine
- Tedde Moore...“Vieja”, directora de la OCP